# Вандьеандонк, Рене
Рене Вандьеандонк (фр. René Vandierendonck) — французский политик, бывший сенатор Франции, член Социалистической партии, экс-мэр города Рубе.

## Биография
Родился 01 апреля 1951 г. в Лилле (департамент Нор). На выборах сенаторов 2011 года вошел в список социалистов Мишеля Делебарра под пятым номером и был избран в Сенат.
В выборах в Сенат 2017 года не участвовал.

## Занимаемые выборные должности
29.03.2010 - 26.10.2011 — член Регионального совета Нор-Па-де-Кале 
 
28.04.1994 - 22.03.2012 — мэр города Рубе 

25.09.2010 - 01.10.2017 — сенатор Франции от департамента Нор.